# Čađavac (Velika Pisanica)
Čađavac is een plaats in de gemeente Velika Pisanica in de Kroatische provincie Bjelovar-Bilogora. De plaats telt 116 inwoners (2001).